# Raksha (personaggio)
(Da Il libro della giungla di Rudyard Kipling)
Raksha (chiamata anche Mamma Lupa o "Raska la Diavola" nelle prime edizioni Mursia) è un personaggio de Il libro della giungla e Il secondo libro della giungla di Rudyard Kipling. È una lupa, madre adottiva di Mowgli e compagna di Babbo Lupo.
"Raksha" significa "protezione" in lingua hindi.

## Storia
Raksha decide di tenere con sé il piccolo cucciolo d'uomo che Shere Khan non è riuscito a uccidere, decidendo di chiamarlo "Mowgli" ("ranocchietto") per via della mancanza di peli del piccolo bambino. Arriva a scontrarsi a muso duro con la tigre, rivelando anche il suo soprannome di "Diavola" che si riferisce alla sua ferocia nel combattimento per proteggere i suoi cari.
Raksha muore insieme a Babbo Lupo quando Mowgli ha circa 14 anni: il ragazzo alla loro morte sigilla l'ingresso della loro tana con un masso e canta per loro il canto della morte.

## Figura nello scautismo
Raksha è un personaggio fortemente positivo e per questo il suo nome può essere preso dai capi che svolgono servizio nei lupetti.

## Altri media

Mowgli e Raksha (qui il suo nome è Luri) nel primo episodio dell'anime Il libro della giungla.

- Raksha appare nel film di animazione della Disney Il libro della giungla (1967) in un breve spezzone in cui prende la cesta in cui si trova Mowgli e la porta nella tana, ma non pronuncia nessuna battuta.
- Raksha appare anche nella serie animata giapponese Il libro della giungla (Jungle Book Shōnen Mowgli) del 1989 con il nome di "Luri": è doppiata da Mari Yokoo nella versione originale e da Dania Cericola nella versione italiana.
- Nel film Mowgli e il libro della giungla (The Jungle Book: Mowgli's Story) del 1998 è doppiata da Peri Gilpin.
- Nella serie televisiva belga Jungleboek del 1992 è doppiata da Karin Tanghe.
- Raksha compare nel film in live-action Il libro della giungla, diretto da Jon Favreau, remake dell'omonimo Classico d'animazione Disney del 1967. In questo film il personaggio è molto più presente e la si sente parlare come la maggior parte degli animali della giungla e, alla fine, diventa il nuovo alfa del branco. Nella versione originale è doppiata dall'attrice premio Oscar Lupita Nyong'o e in quella italiana da Violante Placido.